# 仙女環

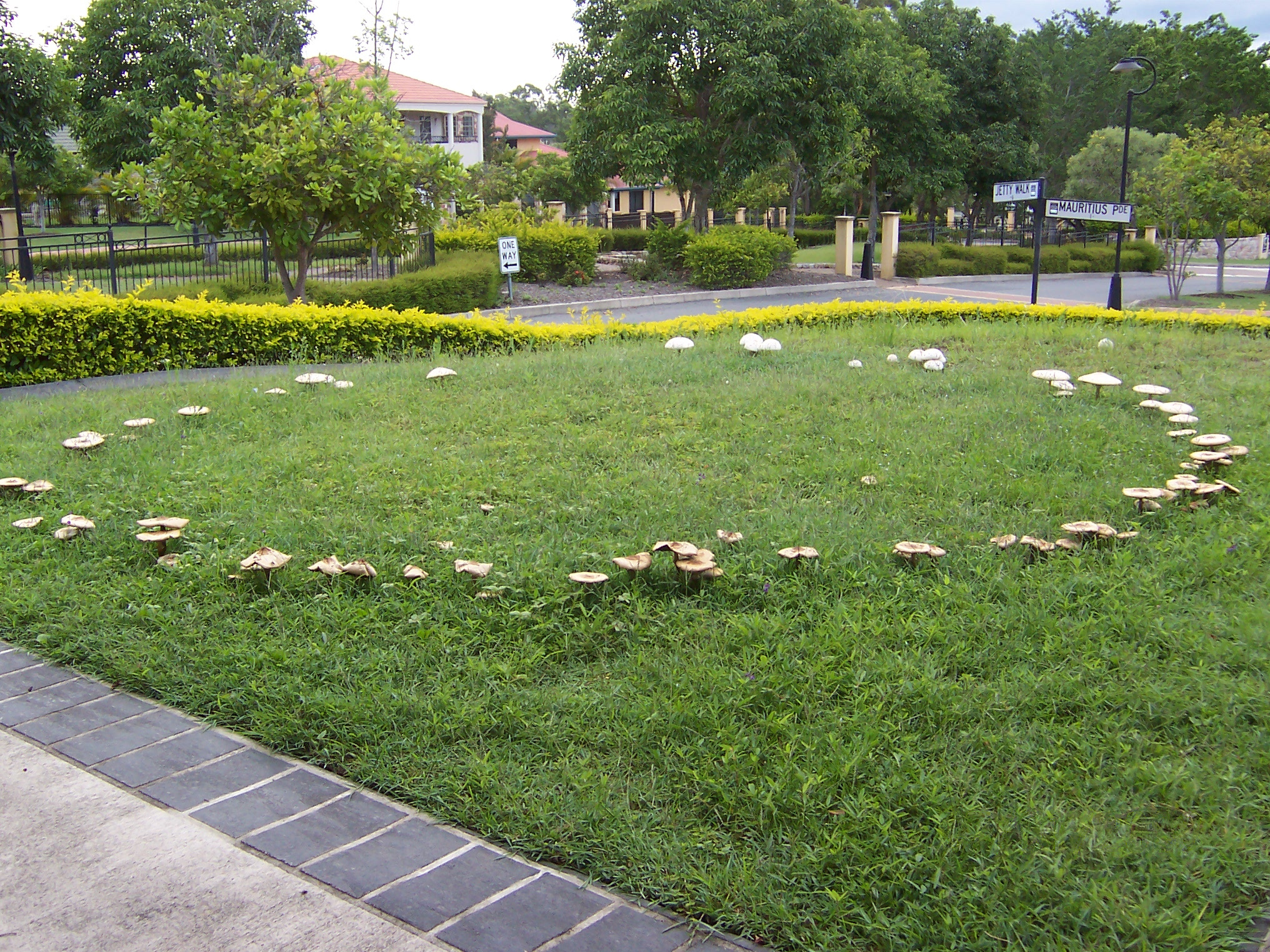
澳大利亞昆士蘭州布里斯班郊區草坪上的仙女環。

仙女環是蕈類族群自然排列而成的環。仙女環直徑會生長超過10（33英尺），在這些真菌成長和吸收地底下的養分時，就會穩定下來。仙女環主要在森林地區找到，但也會在原野的草坪上出現。仙女環可以從擔子果排列成環狀或弧狀、草皮死亡範圍以及環狀暗色草皮看出。這類蕈類的菌絲體可能會在環狀或弧狀區域的下方出現。

## 形成
一般認為仙女環是單一片巨大的絲狀菌絲體網絡藏在土中，將中間的養份耗盡並向外生長，子實體在外圍冒出。但也有研究顯示鄰近的複製菌落可以結合起來形成環狀或弧狀分佈，並向中心點生長。
另外有研究顯示仙女環也需要草食動物，一則吃掉太高的草，讓子實體可以長得更高（許多草食動物不吃蕈菇），一則糞便補充真菌需要的氮源。

## 文化
仙女環出現在許多歐洲的民間傳說和神話中，認為精靈或小仙子跳舞的地方會形成。許多傳說認為進入仙女環會造成生命危險。

## 图片

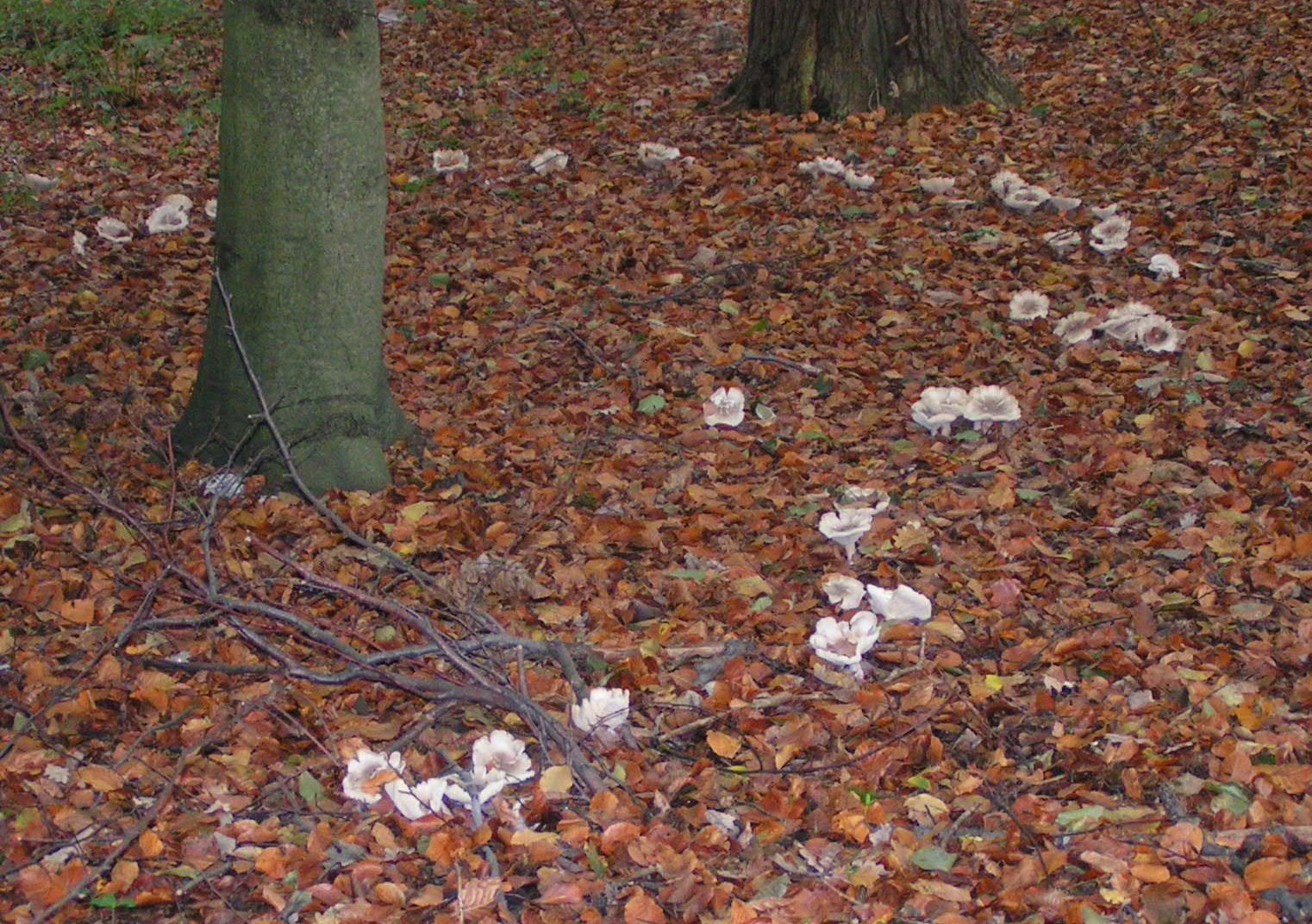
树木周围的仙女環
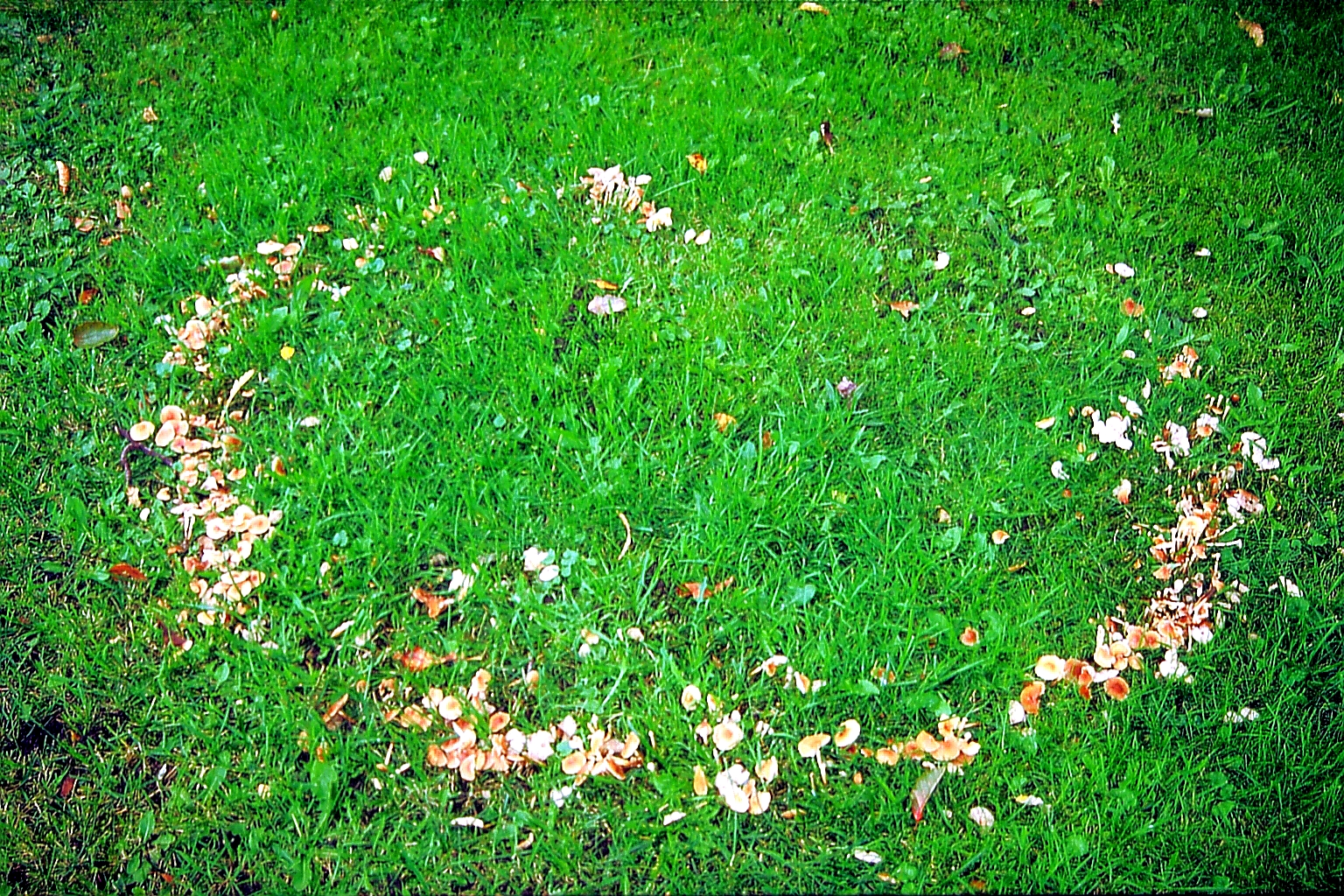
Chlorophyllum rhacodes仙女環
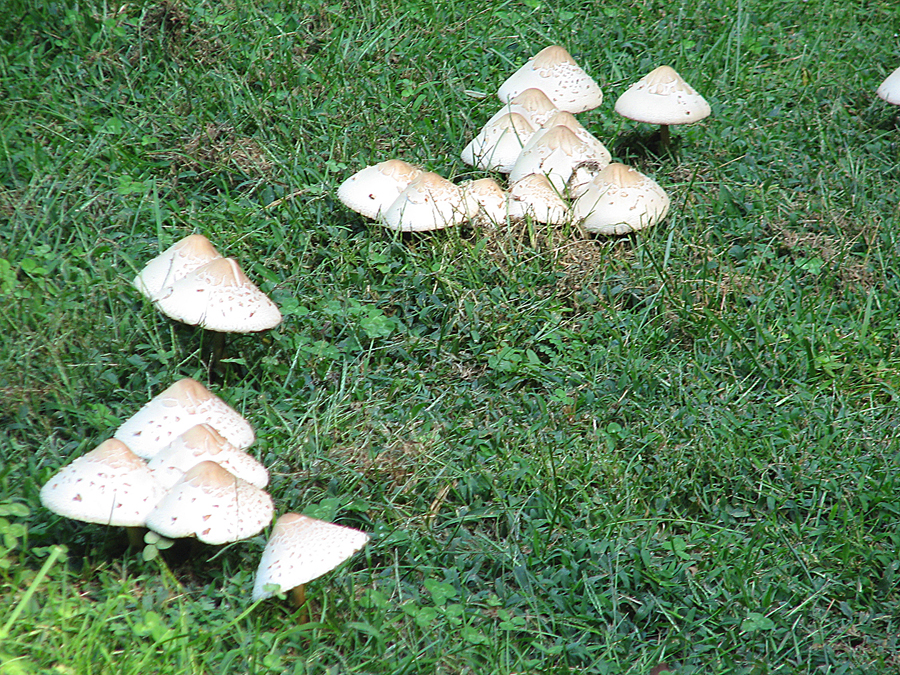
放大的仙女環
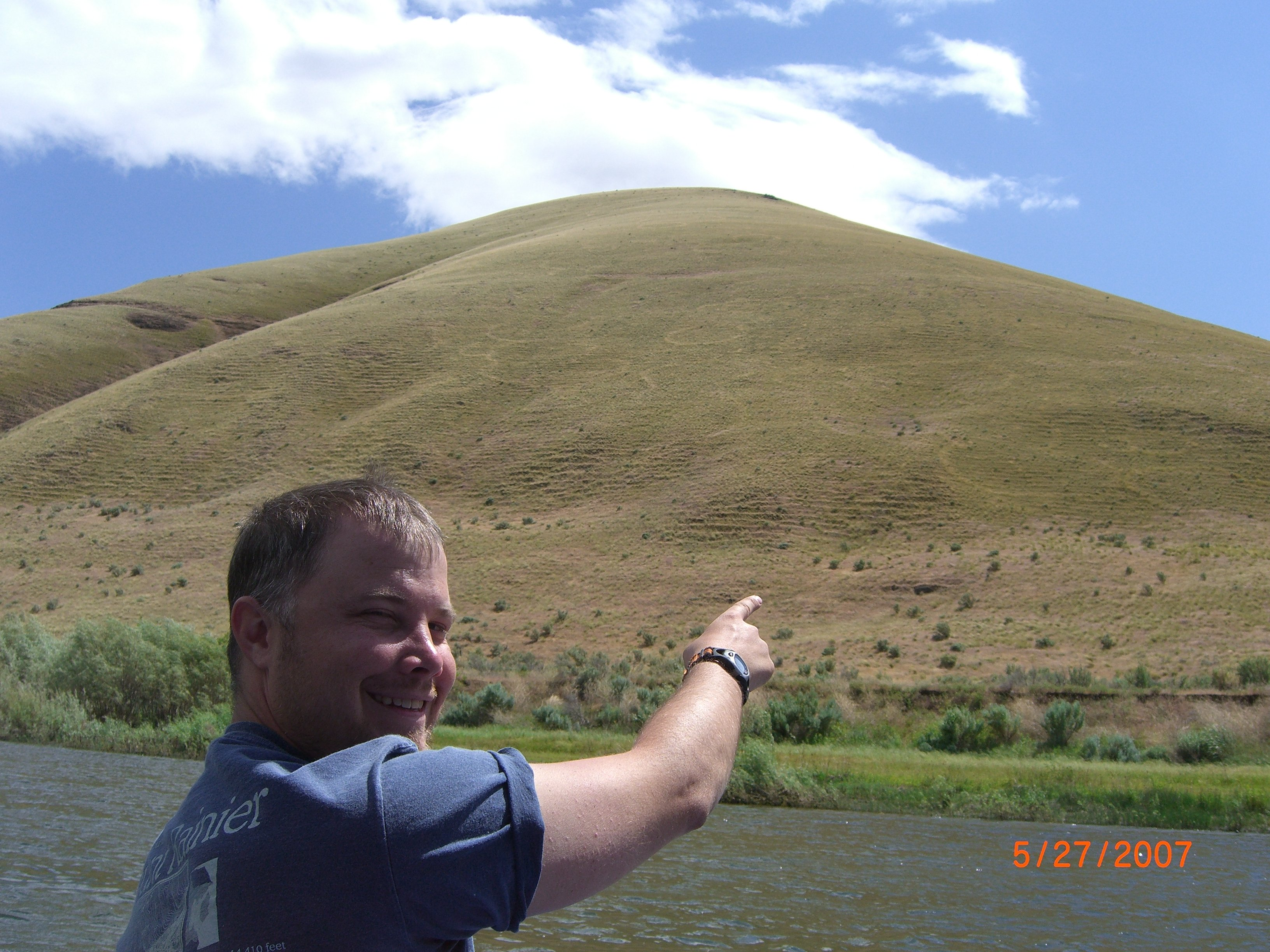
蔓延至丘林上的仙女環群

## 外部連結
- Fairy Ring information
- Marasmius oreades from California Fungi（页面存档备份，存于）
- Marasmius oreades as Norwegian fungus of the month, with ring photographs – from webarchive